# Істина, яка вибирається з криниці
«Істина, яка вибирається з криниці» (фр. La Vérité sortant du puits); «Істина, яка вибирається з криниці, озброєна батогом для покарання людства» (La Vérité sortant du puits armée de son martinet pour châtier l'humanité); або просто «Істина» (La Vérité) — картина французького художника Жана-Леона Жерома, написана ним у 1896 році. Знаходиться в колекції музею Анни де Бож'о у Мулену (Альє, Овернь, Франція).

## Контекст, історія, створення

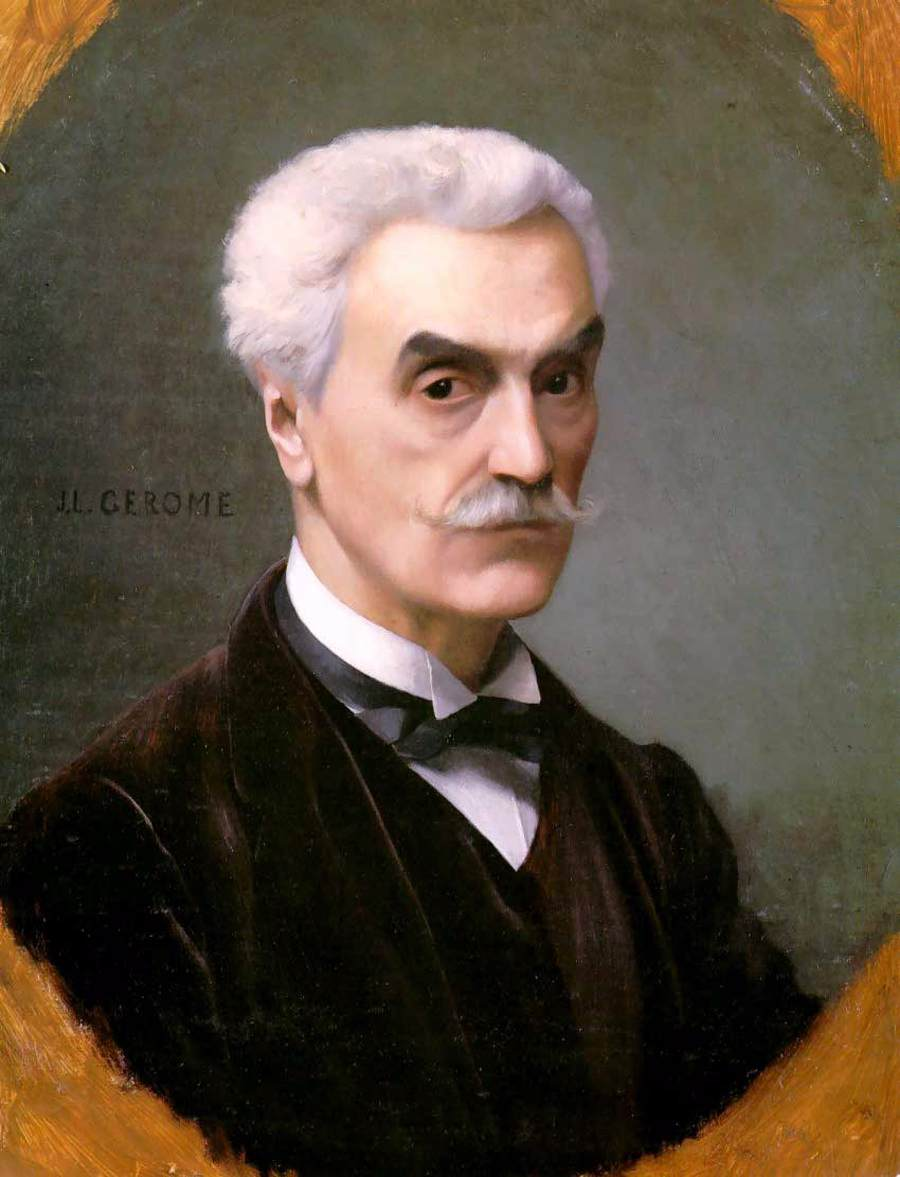
Жан-Леон Жером, автопортрет, 1886 рік

Французький живописець Жан-Леон Жером (1824—1904) навчався у відомих художників Поля Делароша і Шарля Ґлейра, які прищепили йому на все життя пристрасть до подорожей, вивчення звичаїв різних народів, а також особливу любов до Сходу. Перші картини Жерома були високо оцінені одним з найшанованіших і найвпливовіших художніх критиків — Теофілем Готьє, який став згодом його другом. На зорі народження масової культури провінціал Жером пішов назустріч новій публіці ще несформованої Другої французької імперії, ставши знаменитим у салонній аристократії та ознайомивши її як зі своїми академічними портретами й мелодраматичними полотнами, так і з картинами про наполеонівські походи й життя арабських базарів, а також роботами на міфологічні та еротичні теми. Перебуваючи на піку своєї кар'єри у мистецтві, Жером був постійним гостем імператорської сім'ї й обіймав посаду професора у Школі витончених мистецтв. Його студія була місцем зустрічі художників, акторів і письменників, а сам він став легендарним і шанованим майстром, відомим своєю уїдливою дотепністю, зневажливим ставленням до дисципліни, проте жорстко регламентованими методами викладання і крайньою ворожістю до імпресіонізму.
З кінця 1850-х років Жером виявився неймовірно заповзятливий у виборі історичних сюжетів, що мали популярність тоді, починаючи від глибокої стародавності до сучасної Франції. Водночас Жером взявся за досить еклектичне переосмислення свого академізму, в багато у чому перебуваючи під впливом Жан-Огюст-Домініка Енгра, який писав свої картини через призму особистого і повсякденного життя, а також вчителя Делароша, який обрав більш зрозумілий громадськості театральний підхід до живопису на історичні сюжети. Жером почав працювати над досягненням балансу між реалізмом майже документальної точності й науковим підходом до образної реконструкції історичних подій, розвинувши у собі вміння майстерно керувати оповідним потенціалом сюжетів своїх картин, через що вони справляли незабутнє враження на глядачів. Жером відмовився від поетичних узагальнень та ідеалізації головних героїв, проте врівноважена і прискіплива в деталях мальовнича техніка художника практично робила людей безпосередніми свідками минулих подій. Разом з тим Жерома часто звинувачували у тому, що він працює на потребу публіці й не замислюється про майбутні затребуваності сюжетів своїх картин.
У зв'язку з цим Жером вибрав гостру для французького суспільства того часу тему справи Дрейфуса, яка досягла такого масштабу в межах французького суспільства, що жодному представнику мистецтва неможливо було залишитися в стороні від її відображення одним з доступних їм способів. У число «дрейфусарів», тобто захисників Альфреда Дрейфуса, входили такі відомі французькі інтелігенти, як Еміль Золя, Бернар Лазар, Едуард Деба-Понсан, та й сам Жером. Відомий цілий ряд версій картини Жерома на тему справи Дрейфуса. Як назву він використовував приписувану Демокріту фразу «Істина лежить на дні колодязя» (грец. ἐτεῇ δὲ οὐδὲν ἴσμεν, ἐν βυθῷ γάρ ἡ ἀλήθεια; лат. in puteo… veritatem iacere demersam) з «Божественних встановлень» Лактанція. У 1894 році Жером написав олією на полотні картину з назвою «Брехуни і лицеміри над вбитою і лежачою в ямі Істиною» (лат. Mendacibus et histrionibus occisa in putes jacet alma veritas), на якій видно наслідки жорсткої розправи над жінкою в алегоричному образі Істини, яка лежить вбита на дні колодязя, в той час, як з її тіла виходить дух правди. У 1895 році ця робота виставлялася у Салоні французьких художників. Після садіння Дрейфуса до в'язниці на Чортовому острові і появи доказів того, що істинним злочинцем є Фердинанд Естерхазі, в 1895 році Жером представив справжню, нову картину під назвою «Істина, яка вибирається з криниці, озброєна батогом для покарання людства» (фр. La Vérité sortant du puits armée de son martinet pour châtier l'humanité). У тому ж році картина Жерома експонувалася в Салоні французьких художників.

## Композиція

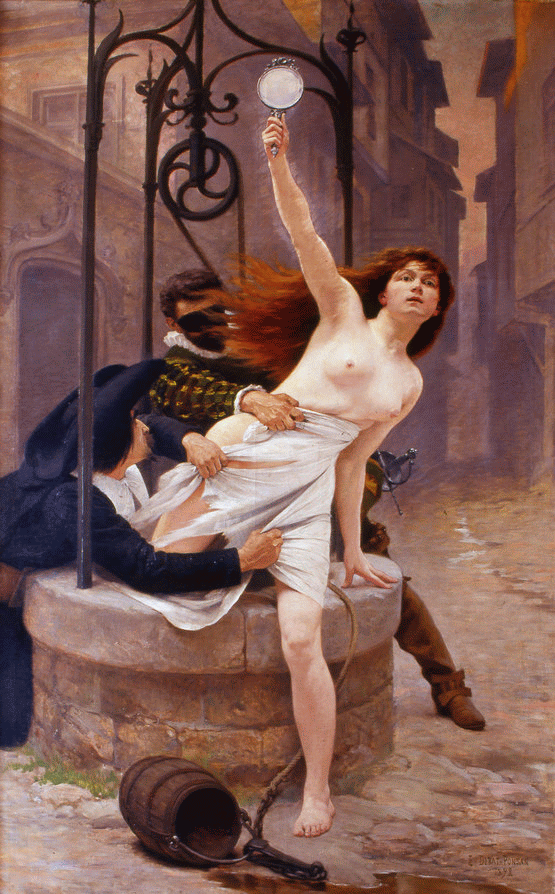
Nec mergitur, або «Істина, що виходить з колодязя», мерія Амбуаза, Деба-Понсан

Картина написана олією на полотні, а її розміри складають 91 × 72 см. На ній видна неначе воскресла фігура оголеної Істини, яка позбулася доброго спокою, але з подвоєною силою, що повернулася до неї, і вибирається з колодязя з батогом у руці, щоб покарати людство за його омани. Надавши навмисно неприродний вигляд стегна й одній нозі жінки, яку вона перекинула через край колодязя, попередньо вхопившись за нього обома руками, Жером хотів показати, що в правді й у творінні природи нічого не може бути некрасивим. При цьому риси обличчя жінки викривлені, ніби вона має намір накричати на глядача. При погляді на роботу неможливо позбутися відчуття незручності перед молодою жінкою з батогом, яка готова у своєму войовничому образі до бою і бажає покарати тих, хто не хоче її слухати. У композиційному та ідеологічному плані картина схожа з однойменною роботою Деба-Понсана, Nec mergitur, або «Істина, що виходить з колодязя», із мерії Амбуаза, що теж присвячена справі Дрейфуса. Оголена жінка роботи Жерома також схожа на дівчат пензля Жуля Жозефа Лефевра, Люка-Олів'є Мерсона і Поля Бодрі, які часто вдавалися до зображення наготи у своїй творчості.

## Сприйняття

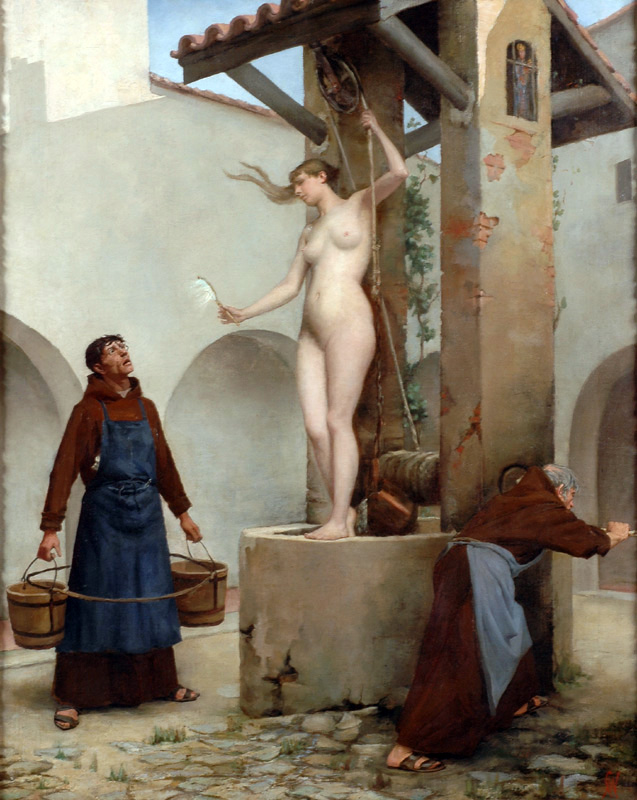
Spirit of the Well (XIX ст.) Charles_West_Cope

За словами Поля Моро-Вот'є, біографа Жерома, ця картина довгий час висіла над ліжком художника як «благородна богиня, яка користувалась постійним шануванням господаря». Коли Жером помер, його знайшли нерухомим з піднятою вгору рукою і зі зверненим до картини обличчям, на якому застиг погляд найвищої поваги й прощання з Істиною всього його життя. Навколо майстерно написаної останньої значної роботи Жерома ніколи не вщухали суперечки, що стосуються тієї чи іншої інтерпретації сюжету. Деякі критики вважають, що Жером висловив в цій картині свої художні переконання, що полягають у неприйнятті імпресіонізму та інших нових течій в живописі кінця XIX століття. Прикладом цього може служити той факт, що на Всесвітній виставці 1900 року художник відразу зупинив президента Франції Еміля Лубе і у розмові з ним назвав картину «Сніданок на траві» Клода Моне «ганьбою французького мистецтва». Нині ряд мистецтвознавців і зовсім відкидає гіпотезу про те, що на створення картини Жерома надихнула справа Дрейфуса.

## Доля
У 1978 році картина була придбана музеєм Анни де Бож'о у Мулені (Альє, Овернь, Франція), де і знаходиться в цей час. З чотирьох відомих робіт Жерома одна картина олією (100 x 72 см) знаходиться у Ліонському музеї образотворчих мистецтв, другий ескіз олією (38 x 25 5 см) разом з нарисом чорною крейдою на папері (23,8 x 22,4 см) — в Музеї Джорджеса-Гарета у Везулі, а третій олівцевий начерк на бежевому папері (32,4 x 22,4 см) — в Музеї образотворчих мистецтв Нансі.

## Мем
На відміну від багатьох оголених дів на картинах XIX століття, «Істина…» не має нальоту «палкої скромності» і виглядає свіжо і щиро у своєму прагненні кари. Завдяки цьому, в епоху інтернет-мемів зображення цієї картини або її назва часто використовується як символ жіночого гніву у різних контекстах, від феміністичних коментарів до абсурдистського гумору.